# Casa consistorial de Oviedo
La Casa consistorial de Oviedo fue proyectada en 1622 por el arquitecto Juan de Naveda.

## Historia
Tras la creación del municipio por el Fuero de Oviedo se inicia la andadura de la casa consistorial.
Los gobernantes, al ir creciendo la importancia del municipio, decidieron trasladar la sede consistorial del atrio de la Iglesia de San Tirso al nuevo edificio.
En 1622 Juan de Naveda diseña el nuevo edificio aprovechando un soporte de la vieja muralla y la puerta de Cimadevilla. Por ese motivo es posible transcurrir por debajo de la torre, correspondiéndose con la antigua puerta. En 1671 se finalizan las obras. En 1780 Francisco Pruneda realiza la primera reforma importante.
En la guerra civil española el ayuntamiento sufre grandes destrozos trasladándose el consistorio al Palacio del Duque del Parque. Una vez finalizada la guerra se reedifica, añadiendo la torre del reloj, obra de Gabriel de la Torriente, en 1940. La plaza se conoce hoy como plaza de la Constitución.

## Galería de imágenes

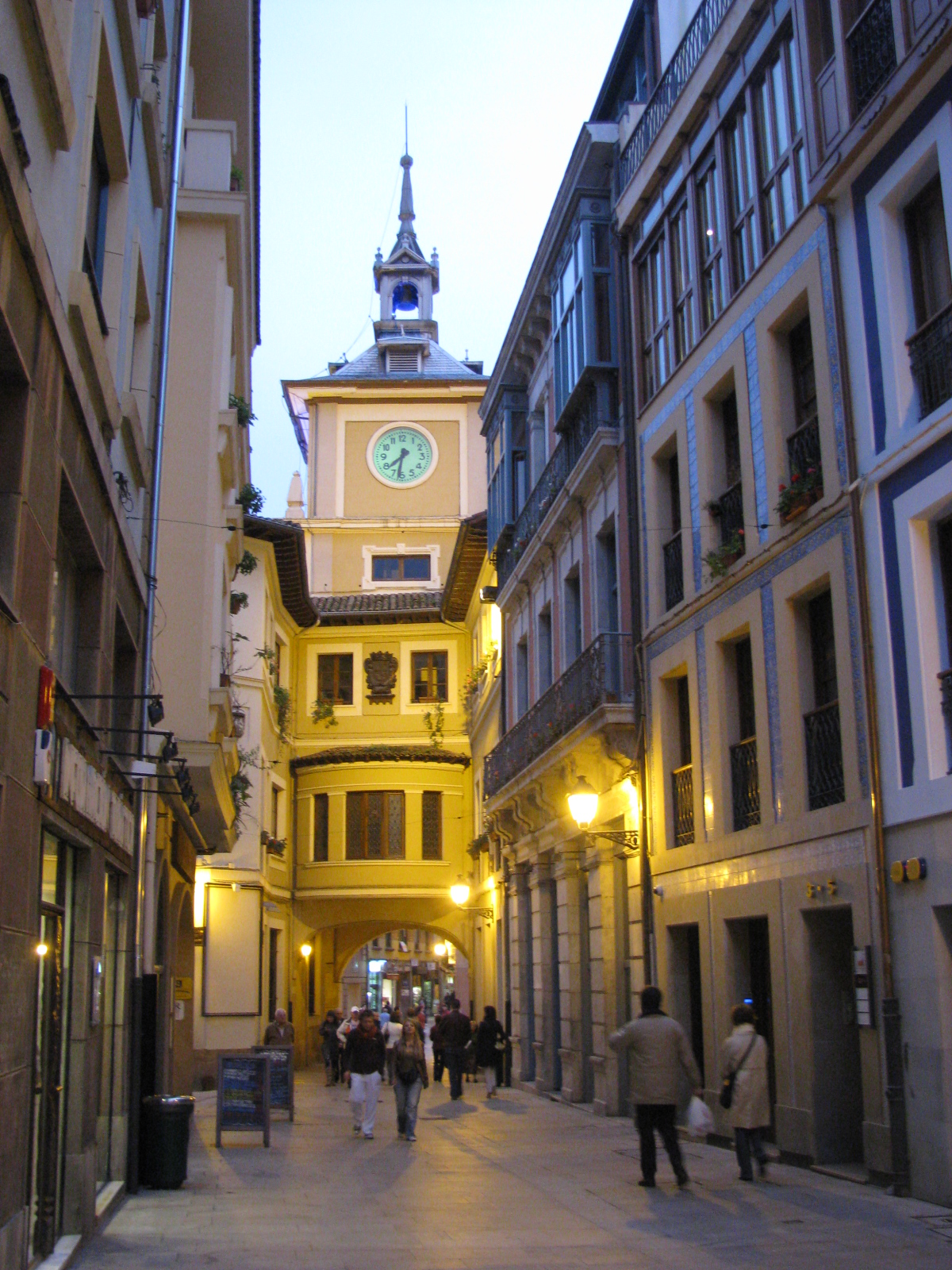
Parte trasera, calle Cimadevilla
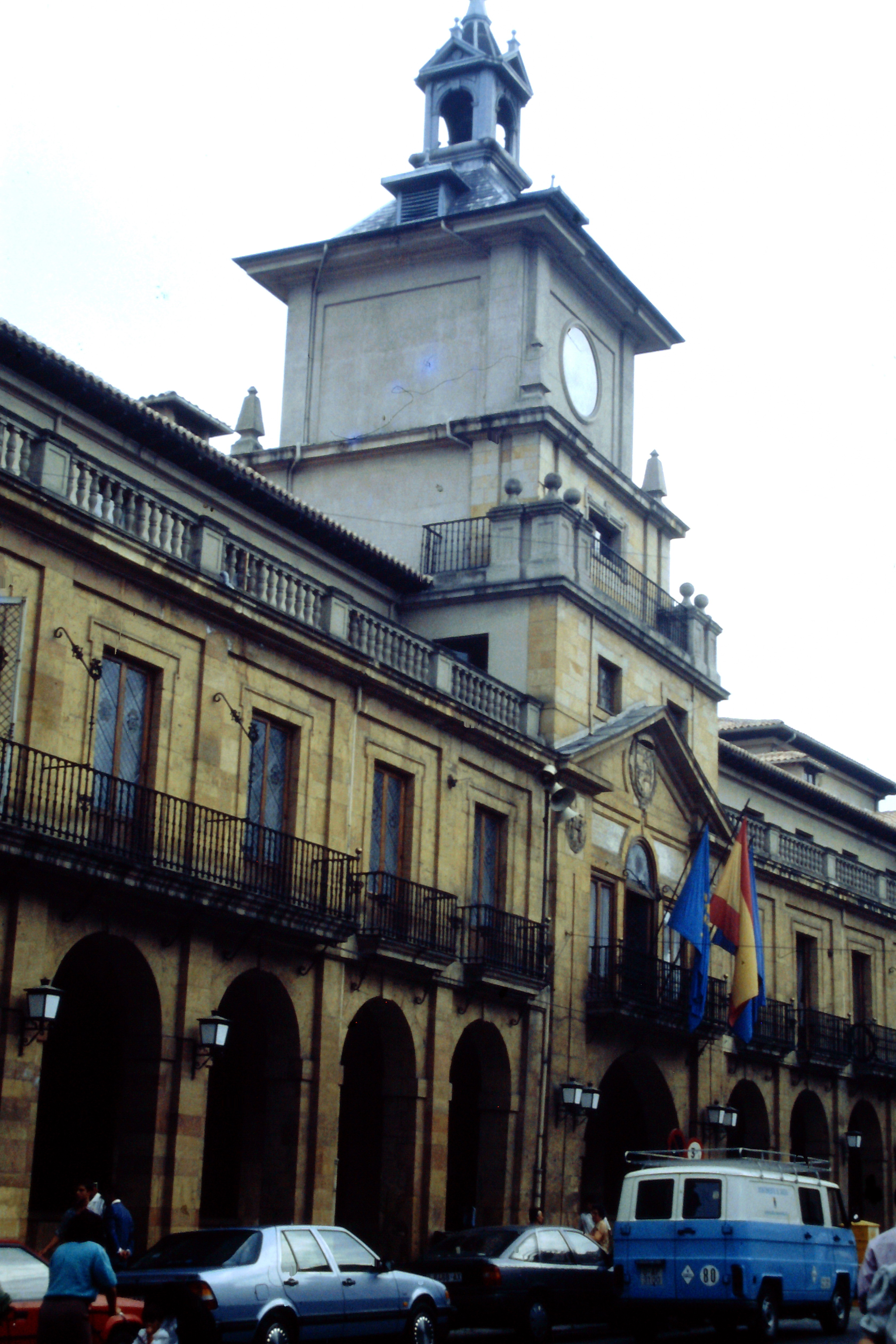
En 1991.
En 2003.
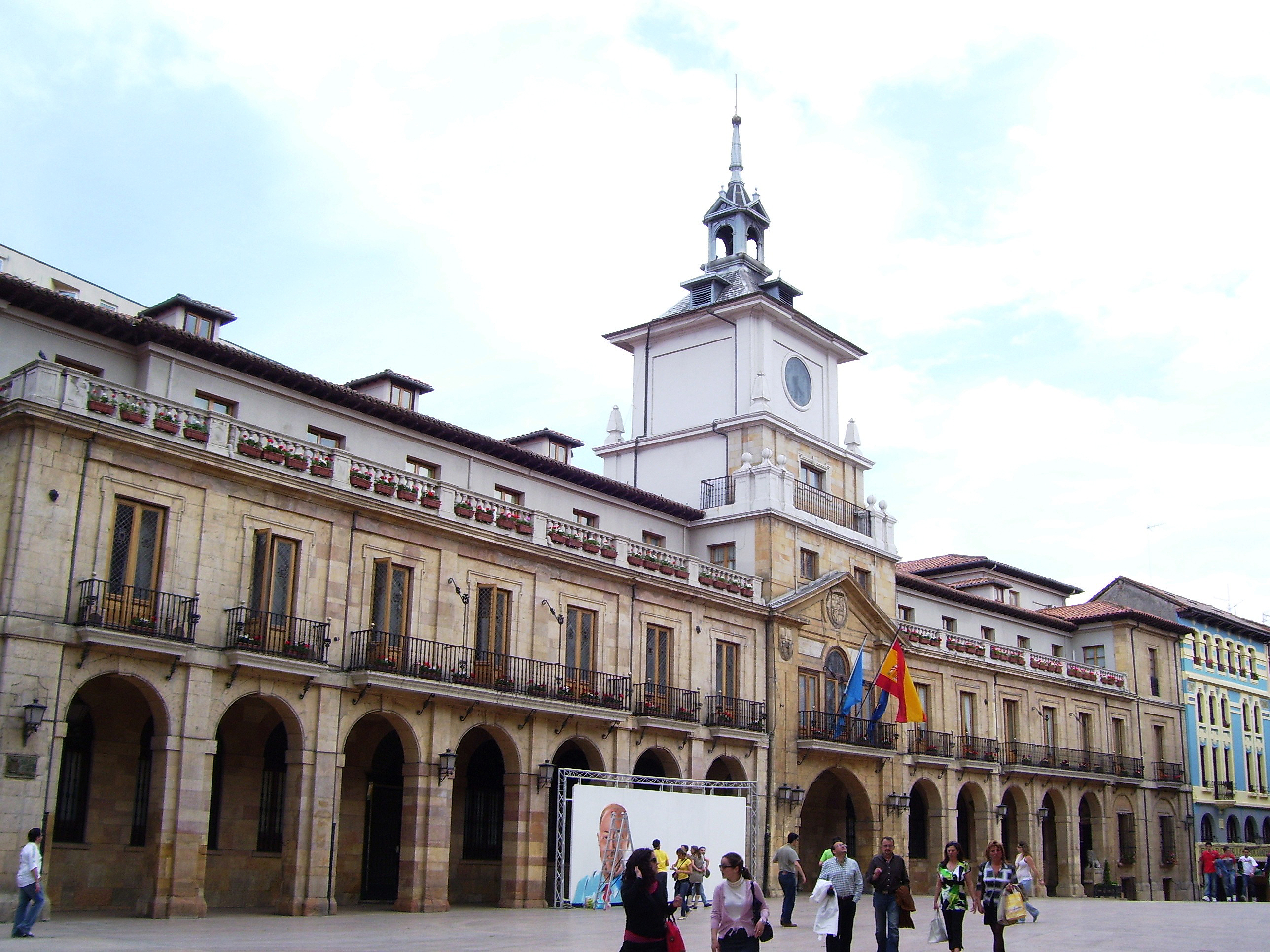
En 2008
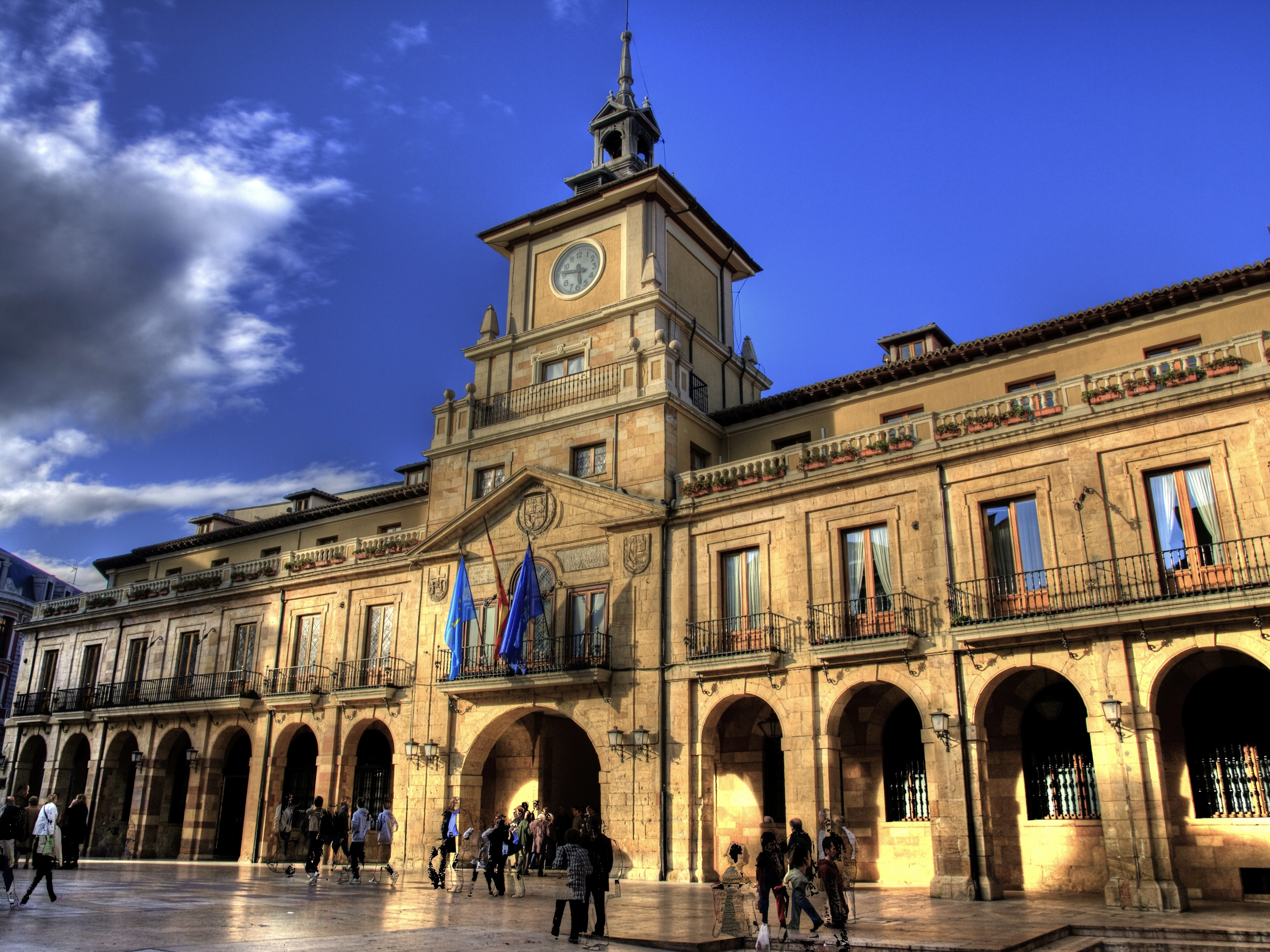
En 2010
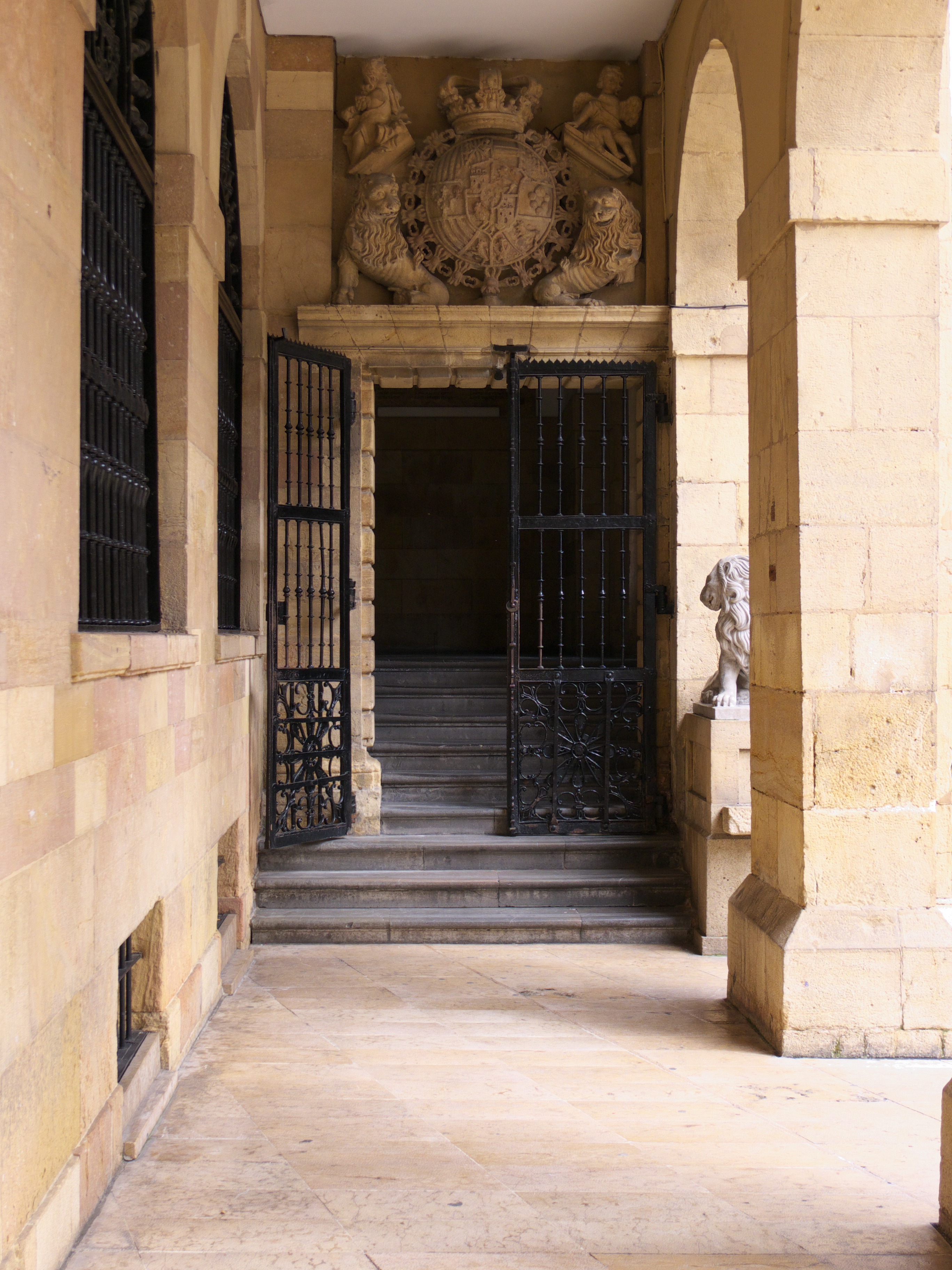
Soportales
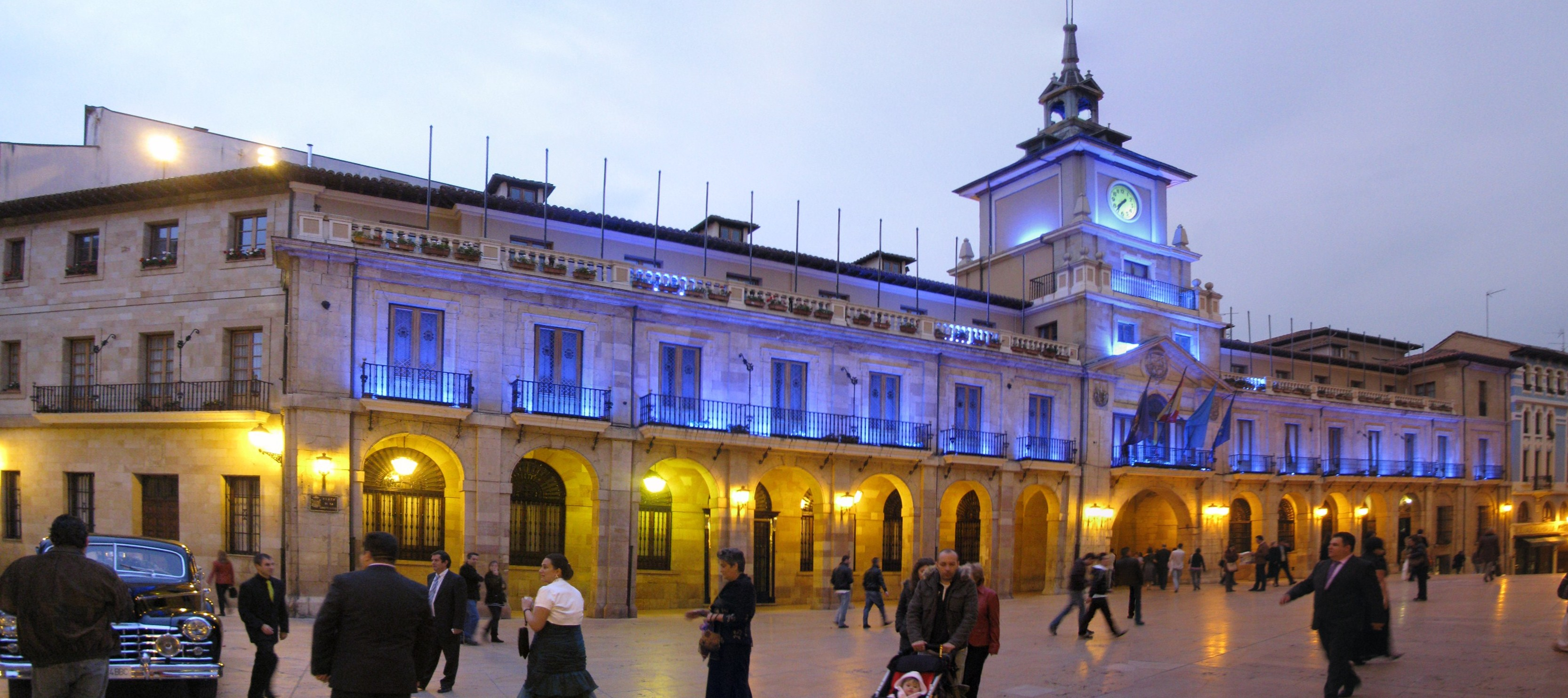
Iluminado